# Bill Champlin
William Bradford "Bill" Champlin (Oakland, 21 de maio de 1947) é um cantor, compositor, guitarrista, tecladista, arranjador e produtor norte-americano, mais conhecido por seus trabalhos nos grupos Chicago e The Sons of Champlin.

## Biografia

### Primeiros anos
Ainda criança, Bill Champlin demonstrou ter talento para tocar piano, instrumento de sua mãe, e mais à frente passou a tocar guitarra, inspirado em Elvis Presley. Ele formou uma banda, chamada the Opposite Six, enquanto estudava no colégio Tamalpais High School, em Mill Valley, Califórnia, e foi estudar música em uma universidade, mas foi encorajado por seu professor a largar os estudos e seguir carreira de músico profissional.

### Banda Sons of Champlin e carreira solo
- A banda Opposite Six mudou seu nome para the Sons of Champlin, e mais à frente gravou uma série de álbuns aclamados pela crítica, porém pouco vendidos (incluindo os álbuns Loosen Up Naturally e Circle Filled With Love) até 1977, quando Bill Champlin, na época com 30 anos, se mudou para Los Angeles.

- Em Los Angeles ele gravou várias sessões em estúdio como músico e vocalista de apoio e conheceu vários grandes músicos, como o guitarrista Jay Graydon (Al Jarreau), David Foster, Steve Lukather(Toto), entre vários outros.

- Trabalhando com David Foster, Bill Champlin lançou dois ábuns solo: Single e Runaway.

Com uma divulgação escassa da gravadora, ambos os álbum venderam mal.
Subsequentemente Bill se tornou um músico de estúdio muito requisitado em Los Angeles, participando de centenas de álbuns de vários artistas entre os anos 70 e 80.
- Ele é co-autor de sucessos como After the love is gone, do grupo Earth, Wind & Fire e Turn Your Love Around, gravado por George Benson, músicas que lhe renderam 2 prêmios Grammy. Ele gravou com artistas como Boz Scaggs, Lee Ritenour, The Tubes, Kenny Rogers, entre outros.

- Nos anos 90, Bill Champlin lançou vários outros álbuns solo:

- No Wasted Moments
- Burn Down the Night
- Through It All
- He Started to Sing
- Mayday.

Mayday foi um registro ao vivo de músicas de sua carreira, e ele foi acompanhado de músicos como Greg Mathieson, Jerry Lopez, Eddie Garcia, Tom Saviano e Rochon Westmoreland.
- Em 1997, Bill Champlin reeditou o grupo Sons of Champlin, e até hoje continua fazendo shows com a banda pela costa Oeste dos Estados Unidos.

### A entrada no grupo CHICAGO
- Em 1978, um dia após a morte do guitarrista original do grupo Chicago, Terry Kath, morreu devido a um acidente com arma de fogo, Bill Champlin recebeu um telefonema de alguém ligado ao grupo, sugerindo que ele audicionasse para ocupar a vaga deixada por Terry na banda. Bill recusou a oferta, alegando que não seria capaz de preencher tal lacuna. Era responsabilidade demais corresponder às expectativas de substituir um dos ícones da banda. Mas, em 1981, ele trabalhou com o baterista do Chicago, Danny Seraphine, gravando vocais de apoio com Peter Cetera em um projeto fora do Chicago.

Bill e Danny compuseram algumas músicas juntos, e Bill foi chamado para gravar uma música (Sonny Think Twice) como vocalista convidado no que mais tarde seria o álbum Chicago 16, primeiro álbum da banda na nova fase em uma nova gravadora, Warner Bros.Aproveitando o ensejo, Bill Champlin sugeriu à banda que o produtor David Foster seria uma boa escolha para produzir seus próximos álbuns, dando uma nova roupagem ao trabalho da banda, mais de acordo com a época.
Danny seraphine então começou uma campanha para incluir Bill oficialmente no Grupo, apesar de alguns obstáculos (Robert Lamm, tecladista original do Chicago, inicialmente se enciumou pelo fato de Bill ser também tecladista, e dizia "pra quê diabos vamos precisar dele?", e Kenny Loggins ligou para ele pessoalmente para alertá-lo, "Esses caras já eram!"). Relutante de início, especialmente após ter escutado que teria que cantar a música Colour My World (sucesso na voz de Terry Kath, música da qual ele nunca gostou), ele acabou aceitando, dizendo a si mesmo "por que não? Vou dar um ano pra isso", juntando-se à banda em 1981. Ele está na banda até hoje. 
- Nesse meio tempo, ele foi diretor musical de uma série de TV chamada Fridays, e gravou várias músicas no álbum Chicago 16, entre elas Bad Advice e Follow Me.

- O álbum Chicago 17, de 1984, destacou a presença de Bill Champlin no grupo, quando ele compôs várias músicas para o álbum (Please Hold On, Remember the Feeling e We Can Stop the Hurting) e gravou, com Peter Cetera, o sucesso Hard Habit to Break.

- Quando Peter Cetera deixou a banda em 1985, o foco se voltou para o novo vocalista e baixista, Jason Scheff, de 23 anos. O álbum seguinte, Chicago 18, teve várias faixas cantadas por Jason, situação que Jason acredita ter sido muita generosidade por parte de Bill.

- Em 1988, contudo, foi a voz de Bill Champlin que apareceu mais em vários sucessos: Look Away, I Don't Wanna Live Without Your Love e You're Not Alone, do álbum Chicago 19. Naquele mesmo ano ele cantou o tema da série de televisão In the Heat of the Night.

- Em 1990, Bill Champlin compôs, produziu e gravou o vocal principal de Hearts in Trouble, uma canção escrita para o filme Dias de Trovão, com Tom Cruise. Originalmente uma canção de sua carreira solo, os produtores do filme decidiram, por questões de divulgação, que a música seria lançada com sendo do Chicago; então ocorreu a adição de um arranjo de metais do naipe da banda e subsequentemente, a banda a lançou como single. No verão de 1990, Chicago lançou sua turnê Hearts in Trouble.

- Na primeira metade dos anos 90, a popularidade do grupo Chicago começou a decair,(o álbum Chicago 21, com a canção Who Do You Love, de Bill, teve vendagem fraca), e a banda gravou o agora infame álbum chamado Stone of Sisyphus, um projeto que continua engavetado até hoje - a gravadora se recusou a lançá-lo. Nesse álbum, Bill Champlin gravou as faixas Mah Jongg, Here With Me, The Show Must Go On e Plaid.

- Bill Champlin deu grandes contribuições ao álbum-tributo Night & Day Big Band, de 1995, e em ambas edições de seu álbum de Natal(Chicago XXV: The Christmas Album, relançado com faixas extras sob o nome de What's It Gonna Be, Santa?).

- Recentemente ele compôs em parceria quatro canções do álbum Chicago XXX, de 2006.

### Vida Pessoal
- Bill Champlin é casado desde 1982 com sua segunda esposa, a cantora e compositora Tamara Champlin (originalmente Tamara Matoesian), e tem três filhos crescidos. O único filho do casal, Will Champlin, formado pela Berklee School of Music em Boston, Massachusetts tem uma carreira musical, é cantor, compositor, tecladista e um dos concorrentes da quinta temporada do programa The Voice, tendo Adam Levine como treinador vocal. Escreveu algumas canções para artistas saídos do programa American Idol, Como Fantasia Barrino, gravando também vocais de apoio.

- Bill Champlin mora atualmente em Nashville, Tennessee.